# 휘모리 (영화)
"휘모리"는 1994년에 개봉한 대한민국의 영화이다.

## 캐스팅
- 김정민 : 이임례 역
- 이태백 : 이병기 역
- 강상규 : 이태백 역
- 남영진 : 강달선 역
- 강성옥 : 판철 역
- 문미봉 : 송씨 역
- 강미 : 지망댁 역
- 김인문 : 윤성출 역
- 안난영 : 오숙 역
- 김경애 : 할멈 역
- 조은덕 : 복순 역
- 최인순 : 소영 역
- 한영숙 : 함바댁 역
- 조찬연 : 김 기사 역
- 한규희 : 병철 역
- 홍원선 : 주실 역
- 소일섭 : 충식 역
- 김은주 : 덕희 역
- 윤은주 : 상희 역
- 서명수 : 동제 역
- 최숙 : 정심 역
- 문창근 : 코보 역
- 최선아 : 여자친구 역
- 김지호 : 어린 태백 (4세) 역
- 김재곤 : 어린 태백 (10세) 역
- 한혜자 : 주모 역
- 이기태 : 인부 1 역
- 함광호 : 인부 2 역
- 조통달 (특별출연)
- 박병천 (특별출연)
- 채향순 (특별출연)